# (506164) 2016 EA205
(506164) 2016 EA205 es un asteroide que forma parte del cinturón interior de asteroides, más concretamente  al grupo de Hungaria, descubierto el 6 de octubre de 2012 por el equipo del Mount Lemmon Survey desde el Observatorio del Monte Lemmon, Arizona, Estados Unidos.

## Designación y nombre
Designado provisionalmente como 2016 EA205.

## Características orbitales
2016 EA205 está situado a una distancia media del Sol de 1,824 ua, pudiendo alejarse hasta 1,898 ua y acercarse hasta 1,749 ua. Su excentricidad es 0,040 y la inclinación orbital 21,74 grados. Emplea 899,993 días en completar una órbita alrededor del Sol.

## Características físicas
La magnitud absoluta de 2016 EA205 es 19,1. 